# Nocturnal (album de The Black Dahlia Murder)
Pour les articles homonymes, voir Nocturnal.
 (mars 2012).
Si vous disposez d'ouvrages ou d'articles de référence ou si vous connaissez des sites web de qualité traitant du thème abordé ici, merci de compléter l'article en donnant les références utiles à sa vérifiabilité et en les liant à la section « Notes et références ».
Albums de The Black Dahlia Murder
Miasma Deflorate
Nocturnal est un album du groupe américain The Black Dahlia Murder sorti le 18 septembre 2007 sous le label Metal Blade Records. Nocturnal est le premier album avec le nouveau bassiste Bart Williams, qui remplace Dave Lock et le nouveau batteur Shannon Lucas, qui remplace Pierre Langlois.

## Titres
1. "Everything Went Black"                                    3:17
2. "What a Horrible Night to Have a Curse"   	             3:50
3. "Virally Yours"   	                                     3:02
4. "I Worship Only What You Bleed"   	                     1:59
5. "Nocturnal"   	                                     3:12
6. "Deathmask Divine"   	                                     3:37
7. "Of Darkness Spawned"   	                             3:22
8. "Climactic Degradation"   	                             2:39
9. "To a Breathless Oblivion"   	                             4:57
10. "Warborn"   	                                             4:40

1. ↑  The Black Dahlia Murder sur www.spirit-of-metal.com